# Ta' Xbiex
Ta' Xbiex es uno de los sesenta y ocho consejos locales que conforman la actual organización territorial de la República de Malta, la cual entró en vigencia en el año 1993.

## Territorio y demografía

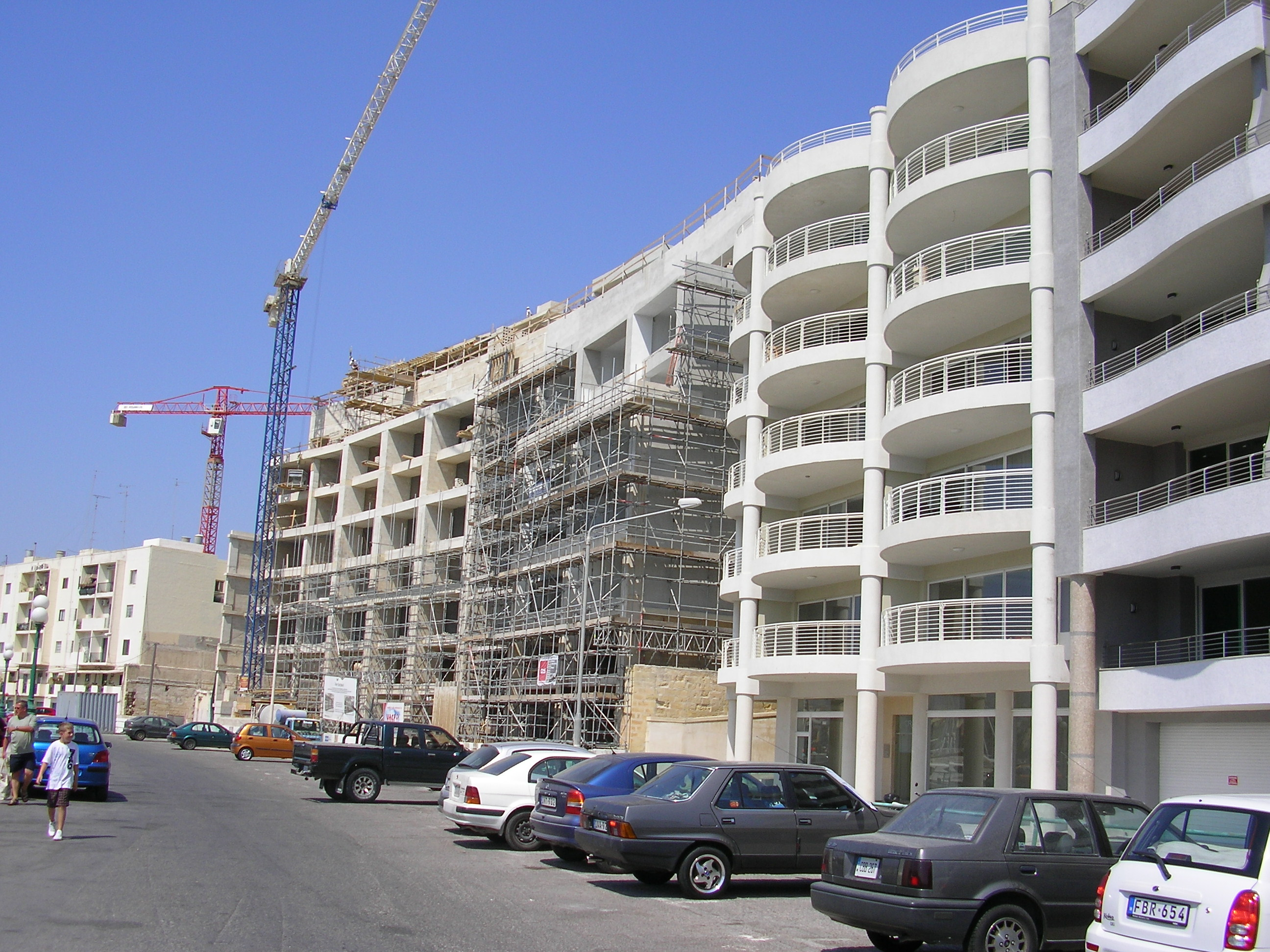
Edificios en construcción en Ta'Xbiex.

La superficie de este consejo local maltés abarca una extensión de territorio de unos 0,3 kilómetros cuadrados de superficie. La población de esta división administrativa se encuentra compuesta por un total de 1.860 personas (según las cifras que arrojaron el censo llevado a cabo en el año 2002). Mientras que su densidad poblacional es de 6.200 habitantes por cada kilómetro cuadrado aproximadamente.